# Le Malade imaginaire (téléfilm, 2008)
Pour les articles homonymes, voir Le Malade imaginaire (homonymie).
Le Malade imaginaire est un téléfilm français réalisé par Christian de Chalonge, diffusé le 13 novembre 2008 sur France 3.

## Synopsis
Saignées et lavements sont le quotidien d'Argan, un riche bourgeois hypocondriaque, autour duquel les praticiens s'affairent. Afin d'avoir un docteur à demeure, ce malade imaginaire décide d'unir sa fille Angélique à Thomas Diafoirus, un jeune médecin. Or la jeune femme est éperdument amoureuse de Cléante, un artiste sans le sou. Aidés par Toinette, la servante, les amants trompent la vigilance d'Argan…

## Fiche technique
- Réalisateur : Christian de Chalonge
- Adaptation : Christian de Chalonge d'après l'œuvre de Molière
- Date de diffusion : 13 novembre 2008 sur France 3
- Durée : 120 minutes.

## Distribution
- Christian Clavier : Argan
- Marie-Anne Chazel : Toinette
- Wladimir Yordanoff : Béralde
- Judith Davis : Angélique
- Didier Bénureau : Diafoirus père
- Armelle Deutsch : Béline
- Benjamin Bellecour : Cléante
- Aurélien Jegou : Thomas Diafoirus
- Éric Naggar : M. Purgon
- Ramel Erwan : échassier, jongleur